# Börje Johansson
Börje Johansson, född 1954, är en svensk ishockeydomare från Tranås som dömde under drygt 12 år (1986-1999) i Elitserien. Han tilldelades SICO:s guldpipa 1990, 1991 och 1992.
Under semifinalserien mellan samma lag säsongen 1998/1999 släppte Johansson en situation i en av matcherna, där Malmöspelaren Johan Tornberg crosscheckade Modo-backen Pierre Hedin i nacken med klubban så hårt att den senare fick en mindre hjärnskakning. Efteråt gick Johansson (efter att ha sett sekvensen på video) ut på en presskonferens och ångerfull meddelade att han med omedelbar verkan slutar som ishockeydomare, då han inte kunde stå för sitt handlande. Efter avslutad domarkarriär har han satsat på en karriär som egenföretagare i Tranås.